# Zavrelje
Zavrelje falu Horvátországban, Dubrovnik-Neretva megyében. Közigazgatásilag Župa dubrovačka községhez tartozik.

## Fekvése
A Dubrovnik városától légvonalban 10, közúton 11 km-re délkeletre, községközpontjától 1 km-re keletre, az Adria-parti főút mentén Mlini és Soline között fekszik.

## Története
A térség régészeti leletei alapján területe már ősidők óta lakott. A szomszédos Mlini plébániatemploma valószínűleg egy római villagazdaság alapfalaira épült. A középkorban területe a Raguzai Köztársasághoz tartozott. A környező településekhez hasonlóan itt is több raguzai családnak volt háza. A lakosság 1806-ban sokat szenvedett a montenegrói és orosz hadak pusztításától, akik sok házat, épületet kifosztottak és leromboltak. Az ostromló hadakat a franciák kényszerítették visszavonulásra. A köztársaság bukása után 1806-ban Dalmáciával együtt ez a térség is a köztársaságot legyőző franciák uralma alá került, de Napóleon bukása után 1815-ben a berlini kongresszus Dalmáciával együtt a Habsburgoknak ítélte. 1857-ben 146, 1910-ben 148 lakosa volt. 1918-ban az új szerb-horvát-szlovén állam, majd később Jugoszlávia része lett. A délszláv háború idején 1991 októberében a jugoszláv hadsereg és a szerb szabadcsapatok foglalták el a települést, melyet kifosztottak és felégettek. A lakosság a közeli Dubrovnikba menekült és csak 1992 tavaszán térhetett vissza. A háború után rögtön megindult az újjáépítés. Dubrovnik közelsége és a turizmus növekedése miatt lakossága az utóbbi két évtizedben nőtt. 2011-ben 171 lakosa volt, akik főként turizmussal, vendéglátással foglalkoztak.

## Népesség
| Lakosság változása | Lakosság változása | Lakosság változása | Lakosság változása | Lakosság változása | Lakosság változása | Lakosság változása | Lakosság változása | Lakosság változása | Lakosság változása | Lakosság változása | Lakosság változása | Lakosság változása | Lakosság változása | Lakosság változása | Lakosság változása |
| ------------------ | ------------------ | ------------------ | ------------------ | ------------------ | ------------------ | ------------------ | ------------------ | ------------------ | ------------------ | ------------------ | ------------------ | ------------------ | ------------------ | ------------------ | ------------------ |
| 1857               | 1869               | 1880               | 1890               | 1900               | 1910               | 1921               | 1931               | 1948               | 1953               | 1961               | 1971               | 1981               | 1991               | 2001               | 2011               |
| 146                | 266                | 143                | 134                | 159                | 148                | 248                | 294                | 129                | 121                | 114                | 138                | 0                  | 0                  | 90                 | 171                |

(Az adatok 1869-ben, 1921-ben és 1931-ben Mlini lakosságával együtt értendők. 1981-ben és 1991-ben lakosságát Dubrovnikhoz számították.)

## Nevezetességei
- A kosturi Mihály arkangyal templomot a 17. században építették annak a középkori azonos titulusú templomnak a közelében, amelyet már 1366-ban említenek Savin Gundulić birtokán. Ennek a régi templomnak a maradványai ma is láthatók az Adriai főút felett Kostur és Zavrelje között. A templomot felújították, de csak a szent ünnepén mondanak misét benne.
- A Bettera-Katić család nyaralója[4] Mlintől keletre a Beterina-öbölben található. Négyszög alaprajzú, egyemeletes épület, mely kelet-nyugati irányban nyúlik el. A déli főhomlokzat a tengerre, míg az északi a kertre néz. A kert teraszos elrendezésű.
- A Zavrelje vízierőmű (HE Zabrelje) a szomszédos Mlini területén áll és 1953-ban kezdte meg működését. Évi közepes teljesítménye 4,74 gigawattóra (GWh). Eddigi csúcsteljesítményét 8 gigawattórával 1979-ben érte el.
- A Kaštio, egy 17. századi erődítmény romjai.